# Vaumarcus
Vaumarcus (toponimo francese; in tedesco Famergü, desueto) è una frazione di 268 abitanti del comune svizzero di La Grande Béroche (Canton Neuchâtel).

## Geografia fisica
Vaumarcus sorge sulla sponda nordoccidentale del lago di Neuchâtel.

## Storia

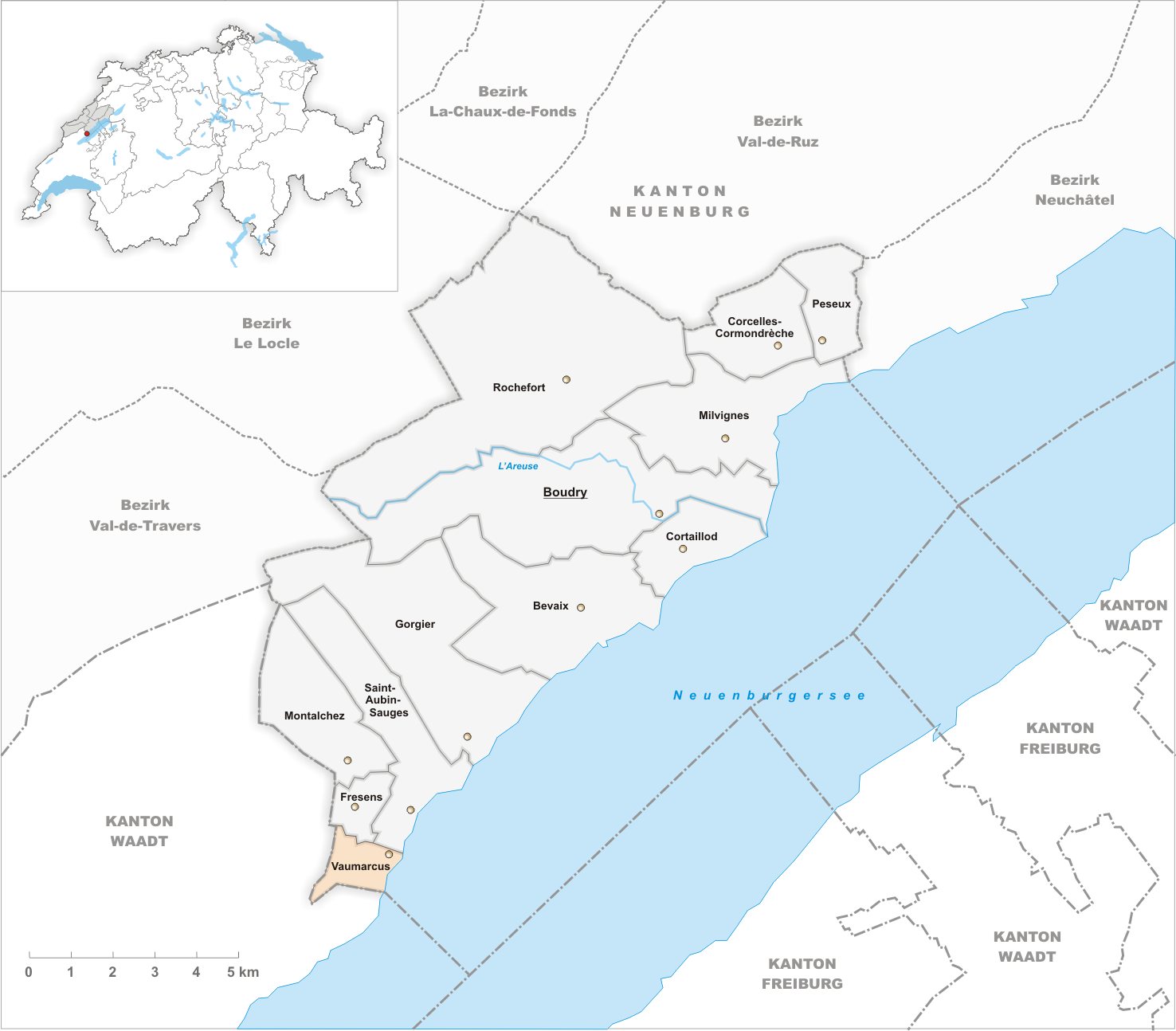
Il territorio del comune di Vaumarcus prima degli accorpamenti comunali del 2018

Già comune autonomo, tra il 1875 e il 1888 si unì al comune soppresso di Vernéaz: la denominazione ufficiale del comune, che si estendeva per 1,78 km², fu fino al 1965 "Vaumarcus-Vernéaz". In seguito all'esito favorevole del referendum del 27 novembre 2016, il 1º gennaio 2018 è stato aggregato agli altri comuni soppressi di Bevaix, Fresens, Gorgier, Montalchez e Saint-Aubin-Sauges per formare il nuovo comune di La Grande Béroche.

## Monumenti e luoghi d'interesse
- Castello di Vaumarcus, attestato dal 1194[1].

## Società

### Evoluzione demografica
L'evoluzione demografica è riportata nella seguente tabella:
Abitanti censiti

## Economia
Vaumarcus è un paese prevalentemente agricolo (viticoltura).

## Infrastrutture e trasporti

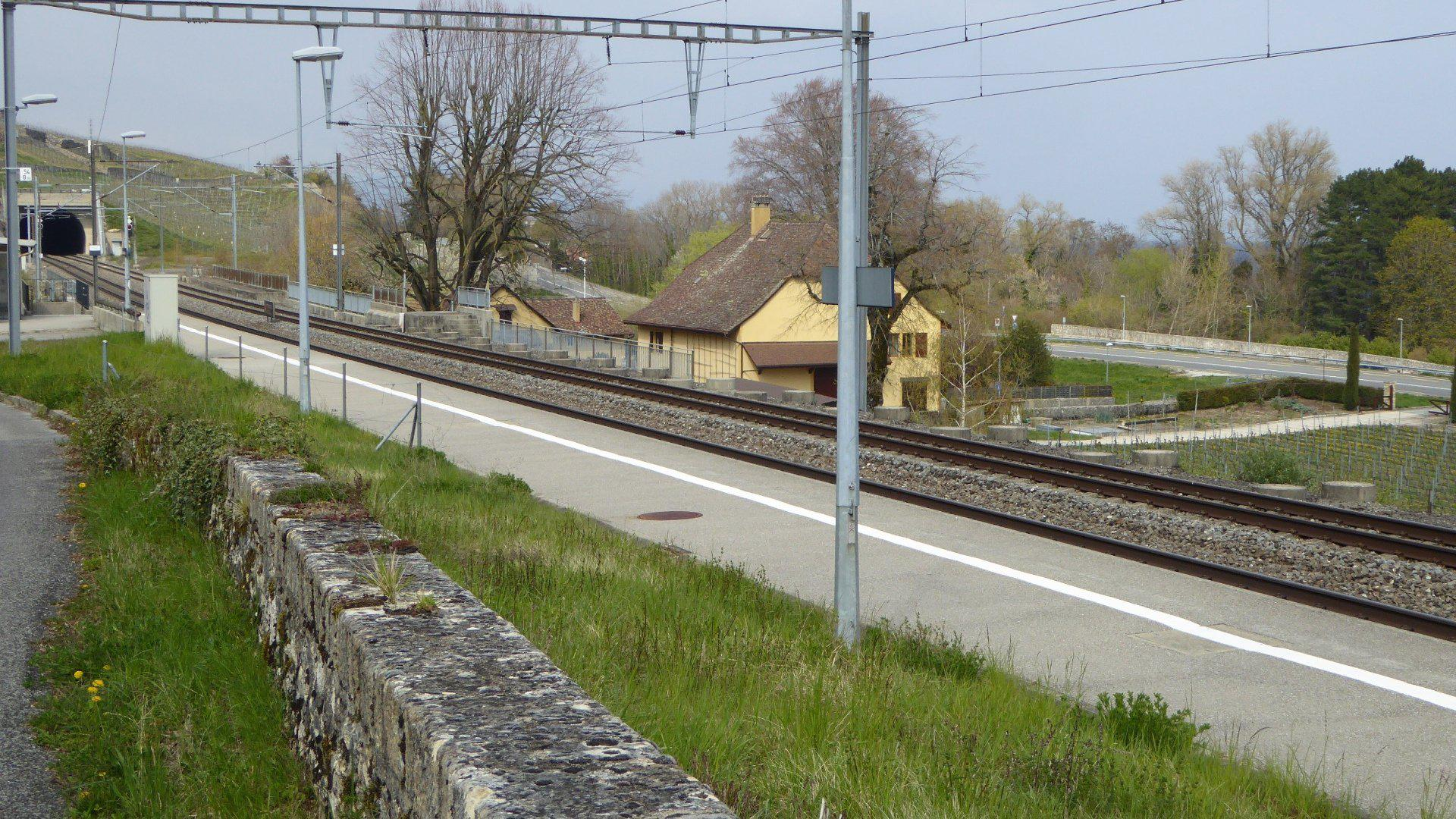
La stazione di Vaumarcus

Vaumarcus è servita dall'omonima uscita dell'autostrada A5, dalla strada principale 5 e dall'omonima stazione sulla ferrovia Losanna-Olten.